# Gaius Mansuetus Annius
Gaius Mansuetus Annius beziehungsweise Gaius Annius Mansuetus war ein antiker römischer Toreut (Metallbearbeiter), der im 1. Jahrhundert wahrscheinlich in Oberitalien oder Niedergermanien tätig war.
Gaius Mansuetus Annius ist heute nur noch aufgrund von zehn Signaturstempeln auf Sieben und Kellen aus Bronze bekannt, die vor allem beim Konsum von Wein genutzt wurden. Die Fundorte der zehn Stücke weisen eine weite Streuung auf: Schweden, Dänemark, Niederlande, Österreich, Tschechien und Slowakei. Damit wurde ein Gutteil der Stücke außerhalb des eigentlichen Römischen Reiches gefunden. Wie sie dorthin gelangten, ist nicht klar, möglich sind Handel, Geschenke oder auch als Raubgut oder Kriegsbeute. Auch die Streuung innerhalb des Reiches ist nicht eindeutig zu klären, auch hier ist Handel ebenso möglich wie im Zuge von Verschiebungen militärischer Einheiten im Reich, zu deren Ausrüstung solche Gegenstände oft gehörten.
Die Signatur kann in zwei Formen erfolgen. Entweder als lateinisch C MANSVETVS ANNIVS oder als lateinisch C ANNIVS MANSVETVS. Das hat zur Annahme geführt, dass es sich hier wie möglicherweise auch im ähnlichen Fall von Gnaeus Trebellius Romanus nicht nur um eine Person handeln könnte, sondern eine Vater-Sohn-Beziehung vorliegt.

## Einzelbelege
1. ↑  Annelies Koster: Description of the Collections in the Provinciaal Museum G.M. Kam at Nijmegen XIII. (academia.edu [abgerufen am 8. Juli 2021]).
2. ↑  Martin Černý: Pohřebiště ze starší doby římské v Ohnišťanech, okr. Hradec Králové (The burial-ground of early Roman Period in Ohnišťany, Distr. Hradec Králové). (academia.edu [abgerufen am 8. Juli 2021]).

| Personendaten    | Personendaten                              |
| ---------------- | ------------------------------------------ |
| NAME             | Mansuetus Annius, Gaius                    |
| ALTERNATIVNAMEN  | Annius, Gaius Mansuetus                    |
| KURZBESCHREIBUNG | antiker römischer Toreut                   |
| GEBURTSDATUM     | 1. Jahrhundert v. Chr. oder 1. Jahrhundert |
| STERBEDATUM      | 1. Jahrhundert oder 2. Jahrhundert         |